# Poppy (osobowość internetowa)
Poppy (kiedyś: That Poppy; ur. 1 stycznia 1995) właśc. Moriah Rose Pereira – amerykańska piosenkarka, autorka tekstów oraz YouTuberka. Początkowo zyskała rozgłos dzięki surrealistycznym filmom publikowanym na platformie YouTube, w których wcielała się w postać w charakterystyce uncanny valley, komentującą i satyryzującą kulturę internetową oraz współczesne społeczeństwo. Stała się szerzej znana dzięki swojej wysoce eksperymentalnej i wszechstronnej twórczości artystycznej i muzycznej. 
Poppy rozpoczęła współpracę muzyczną z Titanic Sinclair w 2013 roku i wydała debiutancką EP-kę Bubblebath (2016). Jej debiutancki album studyjny, Poppy.Computer (2017), został wydany jako album z gatunku Art pop; album był wspierany przez trasę koncertową Poppy.Computer Tour (2017-2018). Jej drugi album studyjny, Am I a Girl? (2018), zauważalny jest electropop oraz eksperymentowanie z nu metalem. Pod koniec 2019 roku, Poppy oskarżyła Sinclair'a o przemoc emocjonalną oraz zakończyła wspólpracę z nim. 
Trzeci album studyjny Poppy, I Disagree (2020), zaznaczył jej artystyczną zmianę z heavy metalem oraz z brzmieniem industrialnego rocka. Ta zmiana została doceniona przez krytyków, oraz ten album stał się pierwszym albumem w dyskografii Poppy, który został umieszczony na liście Billboard 200. Singiel z albumu "Bloodmoney" został nominowany do nagrody Grammy w kategorii Best Metal Performance, co czyni Poppy jako pierwszą solową artystkę nominowaną do tej kategorii. 
Kolejne dwa albumy studyjne Poppy, Flux (2021) i Zig (2023), skupiały się na rocku alternatywnym oraz dark popie. Podczas kiedy Zig otrzymał mieszane recenzję, na jej szóstym albumie studyjnym Negative Spaces (2024), został zauważony powrót do heavy metalu oraz został pochwalony. Również w 2024 zdobyła drugą nominację do nagrody Grammy w kategorii Best Metal Performance za występ w piosence Knocked Loose, "Suffocate".  